# Фифт Ворд (Луизијана)
Фифт Ворд (енгл. Fifth Ward) насељено је место без административног статуса у америчкој савезној држави Луизијана.

## Демографија
По попису из 2010. године број становника је 800.
| Група             | 2000.    | 2010.       |
| Белци             | 0 (0,0%) | 771 (96,4%) |
| Афроамериканци    | 0 (0,0%) | 5 (0,6%)    |
| Азијати           | 0 (0,0%) | 2 (0,3%)    |
| Хиспаноамериканци | 0 (0,0%) | 8 (1,0%)    |
| Укупно            | 0        | 800         |